# Illes dels Pescadors

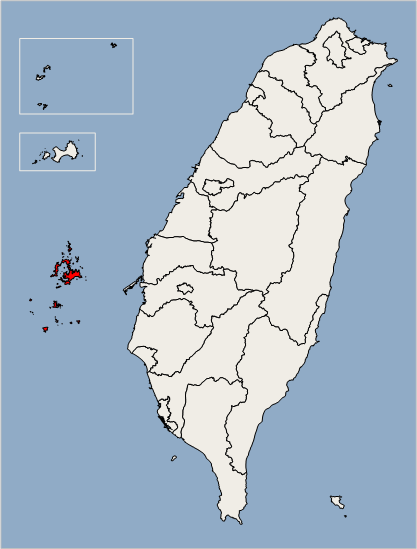
Localització de les illes Pescadors respecte l'illa de Taiwan.

Les illes dels Pescadors o illes Penghu, és un arxipèlag situat a l'estret de Taiwan. Reberen el nom d'ilhas Pescadores dels portuguesos. Consten de 90 petites illes i illots, que cobreixen una superfície de 141 km².
Tot l'arxipèlag forma el Comtat de Penghu, a Taiwan.

## Història
La primera menció de 'Peng-hu' és de l'any 1171. Des de la meitat del segle xvii fins al 1895, Taiwan i aquest arxipèlag van estar regits successivament pels pirates, l'imperi colonial neerlandès, el regne Koxinga i la dinastia Qing.

### Guerra sinofrancesa
Les illes Penghu van ser capturades per França el març de 1885. Va ser la darrera campanya de l'almirall francès Amédée Courbet, qui finalment hi morí de còlera el mateix 1885.

### Guerres sinojaponeses
Havent estat derrotat pels japonesos en la primera guerra sinojaponesa, el govern Qing cedí les illes Pescadors al Japó junt amb Taiwan pel tractat de Shimonoseki, d'abril de 1895, i foren retornades a la Xina en 1945 després de la segona Guerra Mundial segons l'acordat a la Conferència del Caire de 1943.